# Leonhardskirche (Gellmersbach)

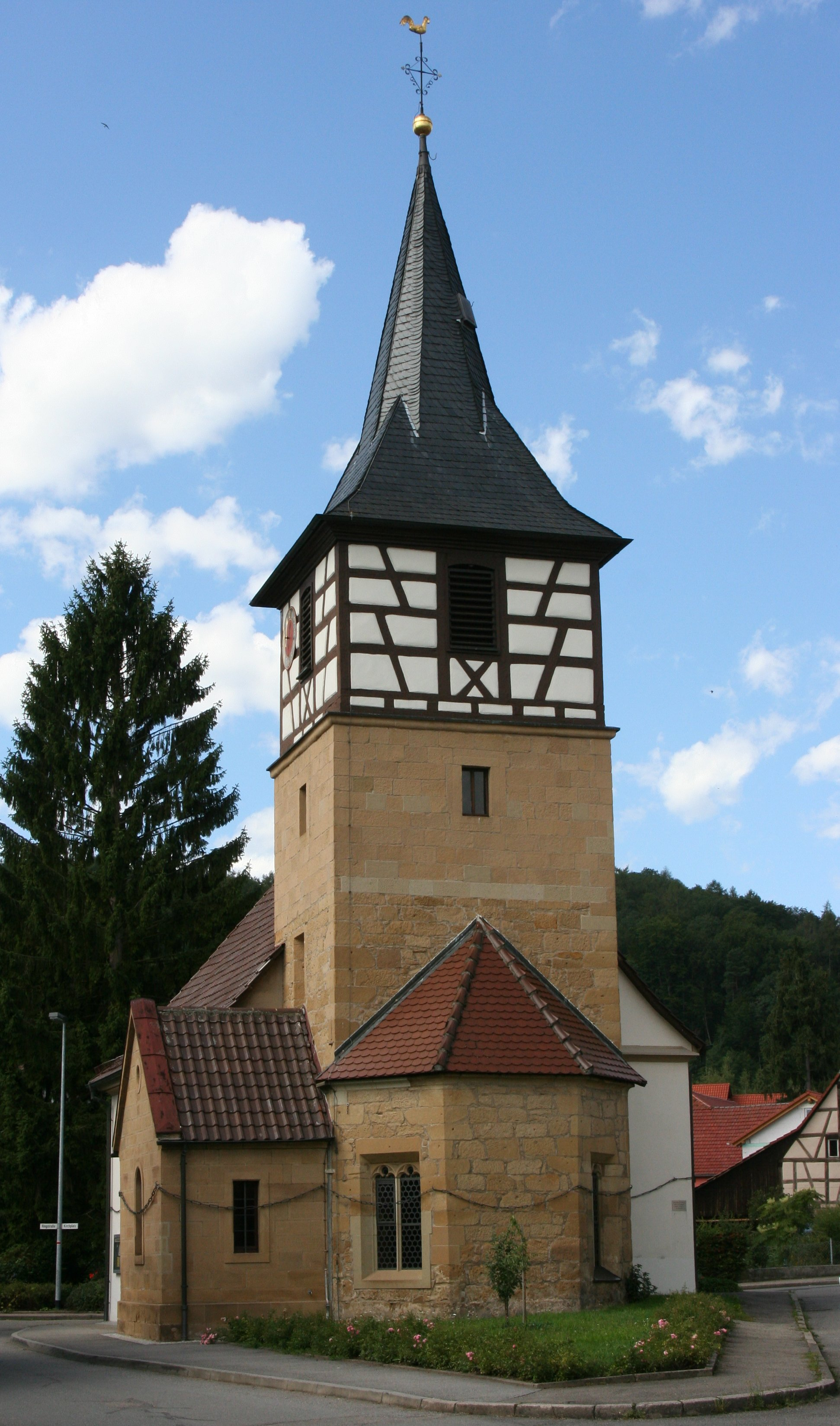
Leonhardskirche mit Kette

Die evangelische Leonhardskirche in Weinsberg-Gellmersbach ist eine ursprünglich dem Heiligen Leonhard von Limoges geweihte Kettenkirche, die nach Zerstörungen im Bauernkrieg neu erbaut und seitdem mehrfach erweitert und renoviert wurde. Die Kirche ist mit der historischen, aus 392 Gliedern bestehenden Leonhardskette umgürtet. Sie gehört zur evangelischen Kirchengemeinde Gellmersbach im Kirchenbezirk Weinsberg-Neuenstadt der Evangelischen Landeskirche in Württemberg.

## Geschichte
Die Leonhardskirche wurde 1544 nach der Einführung der Reformation in Gellmersbach (1535)auf den Grundmauern eines früheren Kirchenbaus aus dem 12. oder 13. Jahrhundert errichtet, der dem Bauernkrieg von 1525 zum Opfer gefallen war. Reste des zerstörten Vorgängerbauwerks sind noch in der heutigen Kirche zu sehen. Ihr früherer Südeingang ist wegen des inzwischen stark erhöhten Bodenniveaus (zum Schutz vor dem feuchten Untergrund) jetzt nur noch als Nische erkennbar. Die alten Fundamente liegen heute unter dem Bodenniveau. Das spätgotische Netzgewölbe im Chor ist heute der älteste Bauteil. Der Turm stammt erst von 1667, seine Erhöhung geschah 1749. Damals wurde auch das Schiff erweitert und die Außenmauer zum Einbau einer Nordempore erhöht. Eine Inschrift über dem neuen Haupteingang auf der Westseite berichtet davon. 1892 wurde eine Sakristei angebaut. Bei einem Unwetter 1897 wurde die Westseite des Daches zertrümmert und die Kirche schwer beschädigt. Eine großzügige auswärtige Spende in Höhe von 5000 Mark ermöglichte eine umfassende Renovierung. Zu weiteren Renovierungen kam es 1952 und 1974 bis 1976, wobei mehrere historische Bauteile entdeckt und freigelegt wurden. Im Chor wurde innen und außen der Sandstein freigelegt, wobei Sitznischen und Sakramentshäuslein der mittelalterlichen Kirche zu Tage traten. Das Südportal von 1667 wurde freigelegt, der graue Anstrich von Empore und Kanzel wurde entfernt. Außerdem erhielt die Kirche einen neuen Marmorboden als Feuchtigkeitsschutz. Der Turm erhielt ein neues Schieferdach und einen Wetterhahn. Auffälligstes Kennzeichen der Leonhardskirche ist die um sie herum gelegte Kette, womit sie zu den in Süddeutschland und Österreich anzutreffenden Kettenkirchen gehört und mit diesem Attribut auf die überlieferte Gefangenenfürsorge des Kirchenpatrons Leonhard verweist. Er ist in einem (nicht datierbaren) hölzernen Bildstock auf einem Wandsockel an der Chorbogenwand als Mönch dargestellt, vor dem ein befreiter Gefangener niederkniet. Über Herkunft und Alter eines Glasbildes im Kanzelfenster mit der Anbetung der drei Könige in Bethlehem, eine so genannte Kabinettscheibe, lässt sich manches vermuten. Sie hat in der Johanneskirche Weinsberg eine exakte Dublette und wird dort als Stiftung einer Familie im Jahre 1920 geführt. Kunsthandwerkliche Details sprechen für eben diesen Zeitraum, das Motiv entstammt einer überlieferten Vorlage des Frührenaissance-Malers Albrecht Altdorfer, jedoch mit historisierenden Attributen, Beschriftung und fiktiver Datierung 1522.

## Leonhardskette
Auf der Höhe von zwei Metern ist der Kirche ringsum eine Kette umgelegt, die aus 392 Kettengliedern besteht und insgesamt etwa 50 Meter lang ist. Die Kettenglieder entstanden vermutlich zu unterschiedlichen Zeiten, ein Teil von ihnen ist auf 1749 datiert und steht in Zusammenhang mit der damaligen Erweiterung der Kirche. Vermutlich musste die ältere Kette nach der Kirchenerweiterung verlängert werden.
Eine solche Kettenkirche kommt nur im Alpenraum häufiger vor und ist im nördlichen Württemberg bei Gellmersbach eher selten. Die Kette findet sich (verkürzt) auch im Wappen der ehemaligen Gemeinde wieder.
Die Kette steht wohl im Zusammenhang mit dem Heiligen Leonhard, der von einer Plastik im Kircheninneren als Mönch mit schwarzer Kutte, segnender rechten Hand, Abtsstab und einer Kette mit Vorhängeschloss über der Schulter dargestellt ist. Leonhard wird auch als Gefangenenbefreier verehrt.
Es wird behauptet, die Kette sei aus Hufeisen von Pferden geschmiedet, doch gibt es hierfür keine Nachweise, auch zeigen die Kettenglieder keine dahingehenden Merkmale. Alten Berichten zufolge wurde die Kirche über einer Quelle errichtet, die noch 1843 sprudelte, inzwischen aber versiegt ist. Bei Grabungen 1952 zeigte sich jedenfalls, dass der Untergrund des Gebäudes noch recht feucht und sumpfig ist. Diese Quelle soll eine Pferdeschwemme direkt neben der Kirche gespeist haben, die auf einer Karte von 1834 nachgewiesen ist. Einem Bericht von 1752 zufolge sollen die Bauern jedes Jahr „ihre Pferd aus Aberglauben dahin wallfahrten geritten“, da die Quelle „alle prest- und schadhaffte Pferd“ habe heilen können. Aufgrund dieser Berichte und aufgrund der Kette, die in ähnlicher Form auch schon vorchristliche Heiligtümer umspannt haben soll, gibt es Vermutungen, die Gellmersbacher Leonhardskirche sei an einem Ort vorchristlicher Quellen- und Pferdeverehrung errichtet worden. Die Vermutungen bleiben allerdings bislang eine unbewiesene Hypothese.